# Massanzago
Massanzago är en ort och kommun i provinsen Padova i regionen Veneto i Italien. Kommunen hade 6 081 invånare (2018).